# 瓦尔托皮纳
瓦尔托皮纳（義大利語：Valtopina），是意大利佩鲁贾省的一个市镇。总面积40.51平方公里，人口1458人，人口密度36.0人/平方公里（2009年）。ISTAT代码为054059。